# Förbannelsen – en kärlekshistoria
Förbannelsen – en kärlekshistoria är en kommande svensk-samisk dramafilm, med premiär planerad till 2026. Filmen är regisserad av Amanda Kernell, som även skrivit manus.

## Rollista
- Elli Sara Valkeapää
- Vincent Niia
- Andte Gaup-Juuso

## Produktion
Filmen produceras av Eva Åkergren för Nordisk Film, i samproduktion med Compass Films, Forest People, Nordisk Film Production Denmark, Invictus, Filmpool Nord, SVT och Film i Väst. Den började spelas in i Kiruna och Gällivare den 11 februari 2025, och delar av postproduktionen kommer att utföras i Västra Götaland.